# Pulversheim
Pulversheim település Franciaországban, Haut-Rhin megyében. Lakosainak száma 3075 fő (2022. január 1.). Pulversheim Ungersheim, Ensisheim, Ruelisheim, Wittenheim, Wittelsheim, Staffelfelden és Feldkirch községekkel határos.

## Népesség
A település népességének változása:
| Lakosok száma | 2929 | 2921 | 3013 | 2960 | 3000 | 3017 | 3097 | 3080 | 3075 |
|               | 2013 | 2015 | 2016 | 2017 | 2018 | 2019 | 2020 | 2021 | 2022 |